# 5526 Kenzo
Az 5526 Kenzo (ideiglenes jelöléssel 1991 UP1) a Naprendszer kisbolygóövében található aszteroida. Urata Takesi fedezte fel 1991. október 18-án. Nevét Szuzuki Kenzó japán csillagászról kapta.